# Asmodée (groupe)
Pour les articles homonymes, voir Asmodée (homonymie).
Asmodée est un groupe français de black metal, originaire de Montguyon, en Charente-Maritime. Le groupe se consacre à du black metal technique. Le troisième album du groupe, Chlorosis est sorti en 2009. 
Le groupe ne doit pas être confondu avec Asmodee (groupe originaire de Nantes) ou Asmodée (groupe de heavy metal traditionnel originaire de Tremblay-lès-Gonesse).

## Biographie
Asmodée est formé en 1997, à Montguyon, en Charente-Maritime, des cendres du groupe de black metal Necropolis. Le groupe se compose de Thomas Chassaigne à la guitare et au chant, Manuel Scrimali à la guitare, Matthieu Gervreau à la basse, au synthétiseur et au chant, et de Vincent Roubière à la batterie.
En 2009, Asmodée publie son troisième album, Chlorosis,. À la fin de 2010, le groupe annonce un quatrième album pour l'été 2011, ainsi qu'une chanson dans la compilation hommage Toteninsel, publiée au label Vendlus Records.

## Discographie

### Démos
- 1998 : Démo 1
- 1999 : Errance
- 2001 : Séquelles

## Membres
- Thomas Chassaigne - chant, guitare
- Manuel « Cyriex » Scrimali - guitare
- Matthieu Gervreau - basse, clavier, programmation
- Vincent Roubière - batterie